# Włodzimierz Hellmann
Włodzimierz Jerzy Hellmann ps. „Justyn”, „Szczęsny”, „Włodek” (ur. 9 grudnia 1880 w Warszawie, zm. 23 września 1964 tamże) – polski działacz socjalistyczny i niepodległościowy, członek Wydziału Bojowego PPS, legionista, uczestnik wojny 1920, pułkownik uzbrojenia, kawaler Krzyży Złotego i Srebrnego Orderu Wojennego Virtuti Militari.

## Życiorys
Syn Kazimierza, który za udział w powstaniu styczniowym był zesłany na Syberię, i Aleksandry z domu Wasilewskiej (1849–1944), członkini OB PPS.
W 1898 ukończył szkołę realną w Humaniu, następnie do 1904 studiował w Szkole Mechaniczno-Technicznej H. Wawelberga i S. Rotwanda w Warszawie. Zatrudniony w przemyśle metalowym. Nawiązał kontakt z PPS. 
Od grudnia 1904 pracował w laboratorium pirotechnicznym przy produkcji bomb. Został również instruktorem i wykładowcą na kursach bojowych. Członek Organizacji Bojowej PPS. Od czerwca 1905 działał w OB w Zagłębiu Dąbrowskim.
Po rozłamie w PPS w listopadzie 1906, został członkiem PPS (Frakcja Rewolucyjna). We wrześniu 1907 powołany, w miejsce aresztowanego Montwiłł-Mireckiego, do Wydziału Bojowego PPS. Uczestniczył w:
- akcji ekspropriacyjnej na płatnika Kolei Nadwiślańskiej na stacji Sławków (12 października 1907);
- nieudanej akcji na pociąg pod Szydłowcem (14 lutego 1908;
- zamachu na płatnika kolei na stacji Tumlin (25 lutego 1908);
- przygotowaniach i w akcji pod Bezdanami (26 września 1908);
- wraz z Edwardem Gibalskim oraz Tomaszem Arciszewskim w nieudanej akcji na furgon z pocztą pod Cekowem (26 września 1908)[2].

Wskutek inwigilacji Ochrany, 3 lutego 1909 został aresztowany i osadzony w X Pawilonie Cytadeli Warszawskiej pod fałszywym nazwiskiem Maksymilian Bolkot. Zwolniony za kaucją na początku 1910 wyjechał do Galicji. Tam podjął ponownie działalność w Wydziale Bojowym PPS. Został instruktorem szkoły bojowej we Lwowie. Był przeciwny usamodzielnieniu się Związku Walki Czynnej spod wpływów PPS i złożył w kwietniu 1911 rezygnację z członkostwa w Wydziale Bojowym. Do 1914 prowadził w Zakopanem firmę „Podhalańska Spółka Techniczna”.
Na początku sierpnia 1914 roku wstąpił do Legionów Polskich. Od marca 1916 roku dowodził kompanią techniczną Legionów Polskich. 9 sierpnia 1915 roku został mianowany porucznikiem, a 1 lipca 1916 roku kapitanem.
Jako major był dowódcą kompanii saperów Polskiego Korpusu Posiłkowego. Wzięty do niewoli przez Austriaków podczas przebijania się przez front pod Rarańczą w lutym 1918 roku. Osadzony w obozie Chust na Węgrzech. W końcu maja 1918 przedostał się do Warszawy i wstąpił do Polskiej Siły Zbrojnej organizowanej przez władze okupacyjne, gdzie służył do 1 listopada 1918.
Od listopada 1918 roku w Wojsku Polskim. Był m.in. od 1920 dowódcą 101 Rezerwowego pułku piechoty Dywizji Ochotniczej, przekształconego w 1921 w 3 pułk Syberyjski (późniejszy 84 pułk piechoty), z którym uczestniczył w wojnie polsko-bolszewickiej w stopniu podpułkownika, ze starszeństwem z dniem 1 czerwca 1919.
W marcu 1924 roku na własną prośbę został przeniesiony w stan spoczynku z przydziałem do macierzystego 84 pp. Pracował do października 1929 roku jako mechanik w Zakładach Amunicyjnych „Pocisk”, a następnie jako urzędnik w Instytucie Technicznym Uzbrojenia Ministerstwa Spraw Wojskowych.
W 1934 roku jako podpułkownik pospolitego ruszenia piechoty pozostawał w ewidencji Powiatowej Komendy Uzupełnień Warszawa Miasto III. Posiadał przydział do Oficerskiej Kadry Okręgowej Nr I. Był wówczas „przewidziany do użycia w czasie wojny”.
We wrześniu 1939 roku został ewakuowany na Węgry. Osadzony w cywilnym obozie Siófok. W styczniu 1940 roku wezwany, przedostał się do Paryża a następnie Anglii, gdzie pracował jako zastępca szefa Wojskowego Instytutu Technicznego. Z powodu wieku przeniesiony w stan spoczynku 1 kwietnia 1944 roku.
Rozkazem Ministra Obrony Narodowej MON L.dz. 916/MON.45 z 26 stycznia 1945 roku oraz MON L.dz. 1268/Tjn.Org.Pers. z 8 lutego 1945 roku został wyznaczony na stanowisko przewodniczącego Komisji Kontrolnej Gospodarki Pieniężnej Funduszem Specjalnym przekazanym szefowi wojskowemu „Moniki” i delegatowi MON na Francję. Kontrolę przeprowadził do 7 marca 1945 roku w Paryżu wspólnie z pułkownikiem intendentem Adamem Kosibą.
W listopadzie 1945 roku powrócił do Polski i zamieszkał w Aninie pod Warszawą. Odmówiono mu uznania stopnia oficerskiego; pozbawiony emerytury, żył z renty starczej. Zmarł po długiej chorobie 23 września 1964 roku. Został pochowany na Cmentarzu Wojskowym na Powązkach w Warszawie (kwatera A9-8-3).

## Rodzina
Członkiem OB PPS była również jego matka Aleksandra ps. „Felicja” oraz brat Józef. Żona Zenobia była członkiem PPS. Miał dwóch synów: Włodzimierza (ur. 1911), profesora Politechniki Gdańskiej i Jerzego (ur. 1913), lekarza. Dziadek profesora Andrzeja Hellmanna, specjalisty w zakresie hematologii.

## Ordery i odznaczenia
- Krzyż Srebrny Orderu Virtuti Militari nr 2895 (20 maja 1921)[9][10][11][12]
- Krzyż Niepodległości z Mieczami (12 marca 1931)[13][14]
- Krzyż Walecznych (czterokrotnie)[15][10]
- Złoty Krzyż Zasługi (19 marca 1935)[16][12]